# マッサンザーゴ
マッサンザーゴ（伊: Massanzago）は、イタリア共和国ヴェネト州パドヴァ県にある、人口約6,000人の基礎自治体（コムーネ）。

## 地理

### 位置・広がり

#### 隣接コムーネ
隣接するコムーネは以下の通り。括弧内のPDはパドヴァ県、VEはヴェネツィア県所属を示す。
- ボルゴリッコ
- カンポザンピエーロ
- トレバゼーレゲ (PD)
- ノアーレ (VE)
- サンタ・マリーア・ディ・サーラ (VE)

### 気候分類・地震分類
マッサンザーゴにおけるイタリアの気候分類 (it) および度日は、zona E, 2421 GGである。
また、イタリアの地震リスク階級 (it) では、zona 3 (sismicità bassa) に分類される。